# Wereldkampioenschap superbike van Estoril 1993
Het wereldkampioenschap superbike van Estoril 1993 was de dertiende en laatste ronde van het wereldkampioenschap superbike 1993. De races werden verreden op 17 oktober 1993 op het Autódromo do Estoril nabij Estoril, Portugal.
Scott Russell werd gekroond tot kampioen in de eerste race van het weekend, ondanks een uitvalbeurt. Zijn laatste concurrent Carl Fogarty viel echter ook uit, waardoor hij genoeg voorsprong behield om hem voor te kunnen blijven.

## Race 1
| Pos | Nr | Rijder               | Constructeur | Rondes | Tijd                | Grid | Punten |
| --- | -- | -------------------- | ------------ | ------ | ------------------- | ---- | ------ |
| 1   | 5  | Fabrizio Pirovano    | Yamaha       | 22     | 43:26.806           | 9    | 20     |
| 2   | 10 | Piergiorgio Bontempi | Kawasaki     | 22     | +0.561              | 7    | 17     |
| 3   | 6  | Aaron Slight         | Kawasaki     | 22     | +0.862              | 1    | 15     |
| 4   | 9  | Giancarlo Falappa    | Ducati       | 22     | +18.271             | 10   | 13     |
| 5   | 32 | Terry Rymer          | Yamaha       | 22     | +20.597             | 3    | 11     |
| 6   | 89 | Simon Crafar         | Ducati       | 22     | +20.781             | 8    | 10     |
| 7   | 96 | Andreas Meklau       | Ducati       | 22     | +52.312             | 14   | 9      |
| 8   | 46 | Brian Morrison       | Kawasaki     | 22     | +1:20.240           | 5    | 8      |
| 9   | 45 | Dominique Sarron     | Yamaha       | 22     | +1:25.261           | 11   | 7      |
| 10  | 55 | Denis Bonoris        | Kawasaki     | 22     | +1:31.091           | 12   | 6      |
| 11  | 27 | Fred Merkel          | Ducati       | 22     | +1:34.124           | 6    | 5      |
| 12  | 20 | Jeffry de Vries      | Yamaha       | 22     | +1:37.892           | 13   | 4      |
| 13  | 86 | Jean-Marc Delétang   | Yamaha       | 22     | +1:43.430           | 15   | 3      |
| 14  | 37 | Michel Graziano      | Suzuki       | 22     | +1:44.547           | 21   | 2      |
| 15  | 78 | Telmo Pereira        | Suzuki       | 22     | +1:54.490           | 19   | 1      |
| 16  | 57 | Christian Lavieille  | Ducati       | 21     | +1 ronde            | 24   |        |
| 17  | 70 | Aldeo Presciutti     | Ducati       | 21     | +1 ronde            | 20   |        |
| 18  | 79 | Eduardo Paula        | Yamaha       | 21     | +1 ronde            | 28   |        |
| 19  | 76 | Vitor Fidalgo        | Yamaha       | 21     | +2 ronden           | 31   |        |
| DNF | 26 | Alex Vieira          | Kawasaki     | 17     | Uitgevallen         | 16   |        |
| DNF | 74 | Alex Laranjeira      | Suzuki       | 15     | Uitgevallen         | 22   |        |
| DNF | 11 | Scott Russell        | Kawasaki     | 8      | Uitgevallen         | 4    |        |
| DNF | 73 | Pedro Baptista       | Yamaha       | 5      | Uitgevallen         | 23   |        |
| DNF | 77 | Rui Carvalho         | Kawasaki     | 4      | Uitgevallen         | 25   |        |
| DNF | 82 | Gérald Muteau        | Yamaha       | 4      | Uitgevallen         | 26   |        |
| DNF | 4  | Carl Fogarty         | Ducati       | 3      | Uitgevallen         | 2    |        |
| DNF | 67 | Jean Louis Tranois   | Yamaha       | 2      | Uitgevallen         | 27   |        |
| DNF | 29 | Jean-Yves Mounier    | Yamaha       | 2      | Uitgevallen         | 29   |        |
| DNF | 75 | João Ramada          | Ducati       | 1      | Uitgevallen         | 30   |        |
| DNF | 14 | Christer Lindholm    | Yamaha       | 0      | Uitgevallen         | 17   |        |
| DNF | 23 | Fabrizio Furlan      | Kawasaki     | 0      | Uitgevallen         | 18   |        |
| DNQ | 94 | Gyula Lorintz        | Ducati       | 0      | Niet gekwalificeerd |      |        |

## Race 2
| Pos | Nr | Rijder               | Constructeur | Rondes | Tijd                | Grid | Punten |
| --- | -- | -------------------- | ------------ | ------ | ------------------- | ---- | ------ |
| 1   | 4  | Carl Fogarty         | Ducati       | 22     | 41:36.995           | 2    | 20     |
| 2   | 11 | Scott Russell        | Kawasaki     | 22     | +8.913              | 4    | 17     |
| 3   | 5  | Fabrizio Pirovano    | Yamaha       | 22     | +11.852             | 9    | 15     |
| 4   | 9  | Giancarlo Falappa    | Ducati       | 22     | +14.372             | 10   | 13     |
| 5   | 6  | Aaron Slight         | Kawasaki     | 22     | +14.400             | 1    | 11     |
| 6   | 32 | Terry Rymer          | Yamaha       | 22     | +41.743             | 3    | 10     |
| 7   | 96 | Andreas Meklau       | Ducati       | 22     | +46.927             | 14   | 9      |
| 8   | 46 | Brian Morrison       | Kawasaki     | 22     | +50.892             | 5    | 8      |
| 9   | 27 | Fred Merkel          | Ducati       | 22     | +53.783             | 6    | 7      |
| 10  | 10 | Piergiorgio Bontempi | Kawasaki     | 22     | +55.634             | 7    | 6      |
| 11  | 45 | Dominique Sarron     | Yamaha       | 22     | +1:11.213           | 11   | 5      |
| 12  | 14 | Christer Lindholm    | Yamaha       | 22     | +1:16.708           | 17   | 4      |
| 13  | 86 | Jean-Marc Delétang   | Yamaha       | 22     | +1:16.890           | 15   | 3      |
| 14  | 55 | Denis Bonoris        | Kawasaki     | 22     | +1:27.263           | 12   | 2      |
| 15  | 57 | Christian Lavieille  | Ducati       | 22     | +1:31.554           | 24   | 1      |
| 16  | 70 | Aldeo Presciutti     | Ducati       | 22     | +1:47.406           | 20   |        |
| 17  | 37 | Michel Graziano      | Suzuki       | 22     | +1:48.107           | 21   |        |
| 18  | 78 | Telmo Pereira        | Suzuki       | 21     | +1 ronde            | 19   |        |
| 19  | 23 | Fabrizio Furlan      | Kawasaki     | 21     | +1 ronde            | 18   |        |
| 20  | 74 | Alex Laranjeira      | Suzuki       | 21     | +1 ronde            | 22   |        |
| 21  | 67 | Jean Louis Tranois   | Yamaha       | 21     | +1 ronde            | 27   |        |
| 22  | 82 | Gérald Muteau        | Yamaha       | 21     | +1 ronde            | 26   |        |
| 23  | 73 | Pedro Baptista       | Yamaha       | 21     | +1 ronde            | 23   |        |
| 24  | 79 | Eduardo Paula        | Yamaha       | 21     | +1 ronde            | 28   |        |
| 25  | 76 | Vitor Fidalgo        | Yamaha       | 20     | +2 ronden           | 31   |        |
| DNF | 26 | Alex Vieira          | Kawasaki     | 17     | Uitgevallen         | 16   |        |
| DNF | 20 | Jeffry de Vries      | Yamaha       | 13     | Uitgevallen         | 13   |        |
| DNF | 77 | Rui Carvalho         | Kawasaki     | 13     | Uitgevallen         | 25   |        |
| DNF | 89 | Simon Crafar         | Ducati       | 9      | Uitgevallen         | 8    |        |
| DNF | 29 | Jean-Yves Mounier    | Yamaha       | 7      | Uitgevallen         | 29   |        |
| DNS | 75 | João Ramada          | Ducati       | 0      | Niet gestart        | 30   |        |
| DNQ | 94 | Gyula Lorintz        | Ducati       | 0      | Niet gekwalificeerd |      |        |

## Eindstanden na wedstrijd
| Pos | Nr | Rijder            | Team     | Punten |
| --- | -- | ----------------- | -------- | ------ |
| 1   | 11 | Scott Russell     | Kawasaki | 378,5  |
| 2   | 4  | Carl Fogarty      | Ducati   | 349,5  |
| 3   | 6  | Aaron Slight      | Kawasaki | 316    |
| 4   | 5  | Fabrizio Pirovano | Yamaha   | 290    |
| 5   | 9  | Giancarlo Falappa | Ducati   | 255    |

1988 · 1993 · 2020 · 2021 · 2022 · 2024 · 2025